# 流氓阿德
黃永德（1968年3月15日—），藝名流氓阿德，出生於金門縣金沙鎮西園村，台語搖滾音樂創作歌手、小說作家。

## 個人簡介
流氓阿德國中畢業後，離開家鄉來台北打拼，在鑫音樂擔任製作助理职务；某次因為幫臨時不能到場的林強代唱味王「強強滾」速食麵系列廣告歌〈強強滾〉而意外進入歌壇；1992 至 2003 年，先後發行了《強強滾》、《流氓》、《看看這個世界》三張專輯，及製作電影《單打雙不打》配樂單曲〈燈〉、台視偶像劇《搖滾沙士》電視專輯、黃俊雄布袋戲《風雲》電視專輯等作品。曾以〈強強滾〉入圍第4屆金曲獎最佳年度歌曲獎。
流氓阿德當年以許多音樂人朝思暮想的「夢幻方式」出道，被當時獨立音樂人最期待入籍的水晶唱片延攬，音樂版圖橫跨主流與獨立音樂，圈內朋友形容他是最強悍也是最溫柔的「音樂流氓」。一心嚮往平靜生活的流氓阿德，因不適應發片後媒體太多的關注，加上回金門照顧重病的母親而暫離搖滾圈；直到母親與流氓樂隊團長老猴相繼過世後，他重新思考人生，決定重返樂壇、與音樂為伍。
2014 年，流氓阿德重返樂壇，帶來與「微光群島」（原甜梅號）合作的單曲〈無路用的咖小〉，已於 2014 年 6 月正式數位發行。2014 年 7 月底，流氓阿德以新歌〈平安符〉入圍「103 年台灣原創流行音樂大獎河洛語組」前十強，最後奪得佳作佳績。2015年，發行專輯《無路用的咖小》，更於翌年入圍第27屆金曲獎最佳台語男歌手獎。
2018年，發行暌違三年的全新台語創作專輯《溫一壺青春下酒》。隔年，憑此專輯一舉入圍第30屆金曲獎年度專輯獎、最佳台語專輯獎、最佳台語男歌手獎以及最佳裝幀設計獎（蔡書瑀），共計四項大獎。最終成功奪下第30屆金曲獎最佳台語男歌手獎。
2019年，以廣播節目《全世界最亮的光》獲得第54廣播金鐘獎生活風格節目獎。
2020年，以廣播節目《全世界最亮的光》獲得第55廣播金鐘獎生活風格節目主持人獎
2024年，發行睽違五年的全新台語創作專輯《某乜人》。

## 作品

### 錄音室專輯
| 專輯名稱           | 發行日期      | 曲目 | 唱片公司             |
| 《強強滾》         | 1992年        | 1. 強強滾 〈入圍第4屆金曲獎最佳年度歌曲獎〉 2. 妳說 3. 相愛為生 4. 失去山谷的獵人 5. 壓扁的仙人掌 6. 速食愛情 7. 所有的人請注意 8. 給我一把槍 9. 望鄉 10. 大地                                 | 水晶唱片             |
| 《流氓》           | 1998年        | 1. 國歌 I 2. 流氓 I 3. 鬥陣來唱歌 4. 加油吧！加油吧！ 5. 汝是阮的心肝 feat. 潘麗麗 6. 青柯仔嫂 7. 命 8. 風 9. 思想起．再見 10. 流氓II 11. 國歌II                                               | 水晶唱片             |
| 《看看這個世界》   | 2000年        | 1. 看看這個世界〈電視劇《流氓教授》插曲〉 2. 死也甘願 3. 妳若離開 4. 男人的眼淚〈電視劇《流氓教授》主題曲〉 5. 我恨妳 6. 青春哀歌 7. 醉生夢死 8. 生命夜快車 9. 平凡的小花蕊 10. 全世界都在下雨 | 水晶唱片             |
| 《無路用的咖小》   | 2015年3月15日 | 1. 無路用的咖小 2. 天井的月光 3. 放 捨 4. 我有一個夢 5. 我愛妳，台灣 6. 寫一首幸福的歌 7. 初心 8. 平安符                                                                                       | 紫米音樂工作室       |
| 《溫一壺青春下酒》 | 2018年7月13日 | 1. 虧欠 2. 溫一壺青春下酒 3. 最遙遠的距離 feat. 蔡依玲（淺堤） 4. 風吹 5. 花帔 feat. 王榆鈞 6. 溫柔的暴動 7. 生而為人，我很抱歉 8. 曾經我也想過一了百了 9. 給五十歲自己的備忘錄                | 洗耳恭聽股份有限公司 |
| 《某乜人》         | 2024年12月6日 | 1. 某乜人 2. 時間會予你知影 3. 看看這個世界 4. 加油吧！加油吧！ 5. 全世界攏咧落雨 6. 多麼希望，妳在這裡 7. 謝謝你，再見 8. 我心所向的所在 9. 意義 10. 台灣第一味 feat. 余佩真                  | 自在合作行           |

### EP
| 專輯名稱                 | 發行日期       | 附註                                                                 |
| 《無路用的咖小》（單曲） | 2014年6月21日  | 收錄曲：無路用的咖小、無路用的咖小（公路版）、無路用的咖小（演奏版） |
| 《我有一個夢》           | 2014年10月13日 | 收錄於《台北調》柯文哲競選專輯                                       |
| 《我有一個夢》（單曲）   | 2015年12月30日 | 收錄曲：我有一個夢、我有一個夢（候選人懇託版）                       |

### 演奏專輯
| 專輯名稱                       | 發行日期 | 附註 |
| 偶像劇《搖滾沙士》電視原聲帶   | 2002年   |      |
| 黃俊雄布袋戲《風雲》電視原聲帶 | 2004年   |      |

### 書籍作品
| 書籍名稱                 | 發行日期     | ISBN       | 註解                       |
| 《天使之城：阿使的孤單》 | 2003年8月7日 | 9867883357 | 流氓阿德 著，寶瓶文化 出版 |

## 主持節目

### 廣播節目
- 《全世界最亮的光》（財團法人中央廣播電臺）

## 獎項紀錄

### 金曲獎
| 年份 | 屆次         | 專輯               | 獎項             | 入圍                     | 結果 |
| ---- | ------------ | ------------------ | ---------------- | ------------------------ | ---- |
| 1993 | 第4屆金曲獎  | 《強強滾》         | 年度歌曲獎       | 〈強強滾〉               | 提名 |
| 2016 | 第27屆金曲獎 | 《無路用的咖小》   | 最佳台語男歌手獎 | 《無路用的咖小》         | 提名 |
| 2019 | 第30屆金曲獎 | 《溫一壺青春下酒》 | 年度專輯獎       | 《溫一壺青春下酒》       | 提名 |
| 2019 | 第30屆金曲獎 | 《溫一壺青春下酒》 | 最佳台語專輯獎   | 《溫一壺青春下酒》       | 提名 |
| 2019 | 第30屆金曲獎 | 《溫一壺青春下酒》 | 最佳台語男歌手獎 | 《溫一壺青春下酒》       | 獲獎 |
| 2019 | 第30屆金曲獎 | 《溫一壺青春下酒》 | 最佳裝幀設計獎   | 蔡書瑀《溫一壺青春下酒》 | 提名 |

### 金鐘獎
| 年份 | 典禮名稱         | 獎項                 | 作品名稱           | 單位                 | 結果 |
| ---- | ---------------- | -------------------- | ------------------ | -------------------- | ---- |
| 2019 | 第54屆廣播金鐘獎 | 生活風格節目獎       | 《全世界最亮的光》 | 財團法人中央廣播電台 | 獲獎 |
| 2019 | 第54屆廣播金鐘獎 | 生活風格節目主持人獎 | 《全世界最亮的光》 | 財團法人中央廣播電台 | 提名 |
| 2020 | 第55屆廣播金鐘獎 | 生活風格節目獎       | 《全世界最亮的光》 | 財團法人中央廣播電台 | 提名 |
| 2020 | 第55屆廣播金鐘獎 | 生活風格節目主持人獎 | 《全世界最亮的光》 | 財團法人中央廣播電台 | 獲獎 |

其他獎項
2019年  第12屆Freshmusic Awards 年度十大單曲。入選作品：《給五十歲自己的備忘錄》

## 外部連結
- 流氓。阿德的Facebook專頁
- 洗耳恭聽all ears的Facebook專頁